# Nikos Sampson
Nikos Sampson (Famagusta, 16 de dezembro de 1935 – Nicósia, 9 de maio de 2001) foi o presidente fantoche de Chipre, que sucedeu o Arcebispo Makarios III depois de um golpe de Estado contra o presidente do Chipre em 1974. Sampson foi um jornalista e um membro da EOKA, que se rebelou contra a administração colonial britânica, buscando a Enosis (união) da ilha de Chipre com a Grécia. Suspeito do assassinato de três pessoas foi preso na Grã-Bretanha, depois que sua sentença de morte foi comutada, retornou ao Chipre na sequência da independência do país.
Após seu retorno, entrou para a política, tornando-se um membro do Parlamento. Depois do golpe de 1974 liderado pela junta grega, ele foi nomeado presidente, e permaneceu no cargo por oito dias. Após a invasão turca de Chipre em 20 de julho teve que renunciar. Ele foi condenado a 20 anos de prisão por abuso de poder: a única pessoa condenada vis-à-vis pelo golpe. Cumpriu a maior parte de sua pena na França devido a problemas de saúde, onde tinha ido para tratamento médico. Voltou para o Chipre em 1990, e foi perdoado o restante de sua sentença em 1993. Ele morreu de câncer em 2001.